# Ventolin (EP)
Ventolin è il quarto EP del musicista Richard D. James, pubblicato il 27 marzo 1995 dalla Warp Records con lo pseudonimo Aphex Twin. La title track fa parte dell'album ...I Care Because You Do.
Nel Regno Unito l'EP è uscito sia in versione vinile 12 pollici che in due CD separati, Ventolin e Ventolin Remixes. Negli Stati Uniti è stato pubblicato dalla Sire Records in versione CD singolo che include le tracce di entrambi i CD pubblicati nel Regno Unito.
La title track è chiamata come il medicinale broncodilatatore al salbutamolo, che causa dei fischi alle orecchie di chi ne fa uso. La traccia è infatti composta da un fischio persistente. Nel Salbutamol Mix e nella Video Version (sul CD ...I Care Because You Do, TRK5) il fischio è udibile per l'intera durata del brano. Per via dei suoni a frequenze elevate e dei ritmi techno molto distorti e cadenzati, è considerato uno dei brani più graffianti tra tutti quelli pubblicati da James in quel periodo.
Il CD Ventolin Remixes contiene un remix di Cylob e uno di Luke Vibert, rispettivamente Ventolin (Cylob Mix) e Ventolin (Deep Gong Mix).

## Tracce
Ventolin
1. Ventolin (Salbutamol Mix) - 5:46
2. Ventolin (Praze-an-Beeble Mix) - 3:21
3. Ventolin (Maranzanvose Mix) - 2:10
4. Ventolin (Plain-an-Gwarry Mix) - 4:37
5. Ventolin (The Coppice Mix) - 4:35
6. Ventolin (Crowsmengegus Mix) - 5:52

- In realtà il brano "Ventolin (Crowsmengegus Mix)" dura 1:40. A partire dal minuto 1:43 è possibile ascoltare la traccia fantasma "Respect List".

Ventolin Remixes
1. Ventolin (Wheeze Mix) - 7:07
2. Ventolin (Carharrack Mix) - 2:49
3. Ventolin (Probus Mix) - 4:14
4. Ventolin (Cylob Mix) - 5:06
5. Ventolin (Deep Gong Mix) - 6:18
6. Ventolin (Asthma Beats Mix) - 1:39